# Tantum ergo (Bruckner, 1846, WAB 41)
Die vier Tantum ergo, WAB 41, sind Vertonungen des Hymnus Tantum ergo des Thomas von Aquin durch Anton Bruckner aus dem Jahr 1846.

## Geschichte
Diese vier Motetten A. M. D. G. komponierte Bruckner 1846 zu Beginn seines Aufenthalts im Stift St. Florian. Das Originalmanuskript, das im Archiv des Mariä-Empfängnis-Doms Linz war, ging dabei verloren. Stimmauszüge befinden sich noch im Archiv des Stifts St. Florian.
1888 überarbeitete Bruckner diese vier Vertonungen sowie die nächste Vertonung in D-Dur. Die revidierte Fassung der fünf Tantum ergo wurde erstmals 1893 von Johann Groß, Innsbruck veröffentlicht. In dieser Erstausgabe wich die Reihenfolge der vier Kompositionen von der ursprünglichen Reihenfolge des Komponisten ab. Die WAB-Reihenfolge, die auf dieser Erstausgabe basiert, weicht ebenfalls von der ursprünglichen Reihenfolge durch den Komponisten ab.
Die Fassungen von 1846 und 1888 sind in Band XXI/12 und 37 der Gesamtausgabe aufgeführt.

## Musik
Die Werke sind für gemischten Chor und Orgel ad libitum geschrieben. Die erste Vertonung in B-Dur (WAB 41.3) ist 25-Takte lang. Die drei anderen Vertonungen in As-Dur (WAB 41.4), Es-Dur (WAB 41.1) und C-Dur (WAB 41.2) sind 24-Takte lang. Anschließend wurde ein 2- (3-)Takte Amen zu den Vertonungen hinzugefügt.
In der Fassung von 1888 sind die vier Vertonungen für gemischten Chor a cappella. In der Vertonung in Es-Dur wird das Dresdner Amen auf ritui (Takte 15–16) verwendet.

## Diskografie
Die erste Aufnahme erfolgte 1931:
- Ferdinand Habel, Domchor zu St. Stephan (Vienna) – 78 rpm Christschall 130A – Tantum ergo in C-Dur, Fassung 1846

### Fassung 1846
Es gibt eine einzige Aufnahme mit allen vier Tantum ergo:
- Thomas Kerbl, Chorvereinigung Bruckner 09, Anton Bruckner Chöre/Klaviermusik – CD: LIVA 034 – nur erste Strophe

### Fassung 1888
Es gibt vier Aufnahmen mit allen vier Tantum ergo:
- Magnar Mangersnes, Domchor Bergen: Bruckner: Motets – CD: Simax PSC 9037, 1996
- Petr Fiala, Tschechischer Philharmonischer Chor Brno: Anton Bruckner: Motets – CD: MDG 322 1422-2, 2006
- Erwin Ortner, Arnold Schoenberg Chor: Anton Bruckner: Tantum ergo – CD: ASC Edition 3, herausgegeben vom Chor, 2008
- Sigvards Klava, Latvian Radio Choir: Bruckner: Latin Motets, 2019 – CD Ondine OD 1362